# سمكة الصافي الداكنة
سمكة الصافي الداكنة (الاسم العلمي: Siganus luridus)، أو سمكة الارنب المكفهرة، وهي من فصيلة اسماك الارنب والتي تعرف أيضا باسم اسماك الصافي أو السيجان (الاسم العلمي: Siganidae). تعيش هذه الاسماك في غرب المحيط الهندي، وكذلك البحر الأحمر والخليج العربي. انتشرت هذه الاسماك في البحر الأبيض المتوسط عن طريق قناة السويس (هجرة لسبسية). غالبا ما تعيش هذه الاسماك في مجموعات صغيرة حيث تتغذى على الطحالب القاعية في المياه الضحلة التي يتواجد بها ركائز رملية. تحتوي أشواك الزعانف الظهرية والشرجية عند هذه الانواع من الاسماك على مادة سامة؛ الا ان السم هذا لا يهدد حياة الإنسان.

## روابط خارجية
- Photos of Dusky spinefoot on Sealife Collection